# 캐논 EOS D60

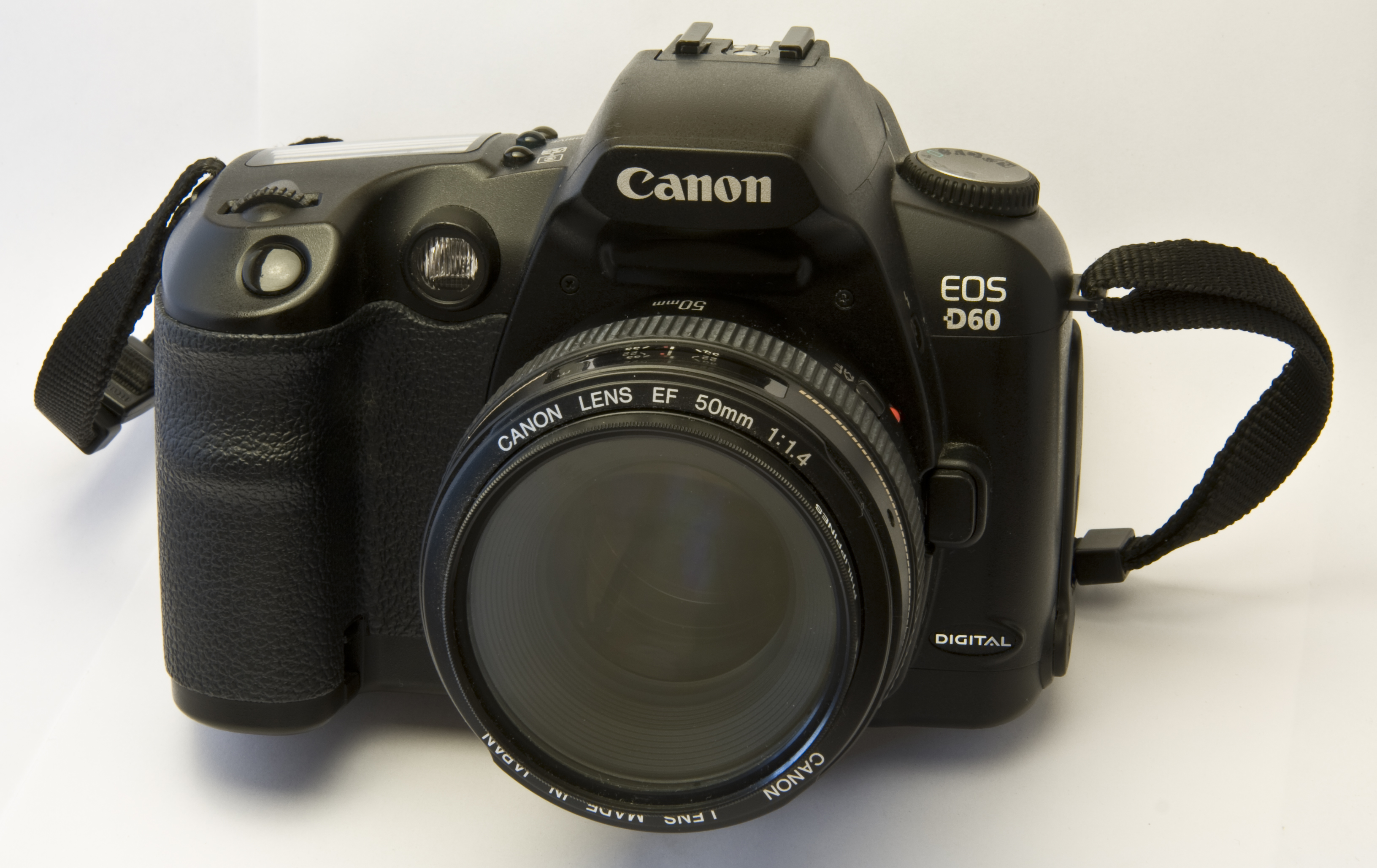
캐논 EOS D60

캐논 EOS D60(Canon EOS D60)는 630만 유효 화소를 가지는 준전문가용 디지털 SLR 카메라이다. 2002년 2월 22일에 발표되었다. 캐논 EOS D30의 후속 모델이다. 유효 크기가 22.7 × 15.1 mm 인 CMOS 이미지 센서를 가지고 있으며 캐논 EF 렌즈 마운트를 지원한다. EF-S 렌즈는 지원하지 않는다.

## 캐논 EOS D30에 비해 향상된 점
- 늘어난 화소수 (D30은 311만 유효 화소를 가지고 있다)
- 향상된 버퍼
- 향상된 자동 초점 성능

위 사항들 외에도 여러 기능들이 향상되었다.

## 같이 보기
- 캐논
- 캐논 EOS
- 캐논 EF 마운트
- 캐논 EF-S 마운트